# AI娛樂
AI娛樂是韓國FNC Music（現FNC娛樂）的日本分公司，創立於2007年。

## 藝人

### Warner Japan
- FTIsland
- CNBLUE
- AOA
- N.Flying

## 外部連結
- （日語） CN Blue日本官方網站
- （日語） FT Island日本官方網站
- （日語） JUNIEL日本官方網站
- FNC Music Japan的X（前Twitter）